# Schöneberg (Brandenburg)
Schöneberg település Németországban, azon belül Brandenburgban. Lakosainak száma 756 fő (2020). Schöneberg Berkholz-Meyenburg és Mark Landin községekkel határos.

## Népesség
A település népességének változása:
| Lakosok száma | 1268 | 1329 | 813  | 992  | 852  | 756  |
|               | 1910 | 1950 | 1990 | 2000 | 2010 | 2020 |